# Villanueva de Guadamejud
Villanueva de Guadamejud är en kommun i Spanien.   Den ligger i provinsen Provincia de Cuenca och regionen Kastilien-La Mancha, i den centrala delen av landet, 100 km öster om huvudstaden Madrid. Antalet invånare är 104. Arean är 30 kvadratkilometer.
Terrängen i Villanueva de Guadamejud är platt norrut, men söderut är den kuperad.